# 長沙市第十一中學
28°10′50″N 112°59′21″E / 28.18063°N 112.98919°E
湖南省长沙市第十一中学位于雨花区城南中路153号，是省级示范性普通高级中学，武汉音乐学院长沙附中，中国音乐学院、清华大学美术学院、中央美术学院、中央音乐学院、上海音乐学院的生源基地，意大利普契尼·拉斯佩齐亚音乐学院的国际合作校。
学校始创于1906年，前身是谭延闿在妙高峰创办的简易师范，迄今办学已有116周年。1914年，学校更名为妙高峰中学，教育家方克刚在此任校长达30年之久。方校长坚持“非教无以立国，非学无以立身”的教育理念，毁家兴学，建成了当时全国瞩目的民办图书馆——南轩图书馆，培育了一大批优秀学生。校友中，有党和国家领导人胡耀邦、曾涤，有数学家汤藻贞、历史学家皮名举、航天学家李达、革命烈士曹芳震、抗战前辈林上元，马邻翼、周世钊、张干、罗元鲲、张有晋、程星龄等学界翘楚先后执教于此。

## 歷史
- 1906年，學校在長沙市境內的妙高峰城南書院創立，定名“妙高峰簡易師範”。[3]
- 1914年，學校更名為“妙高峰中學”。
- 1953年，學校更名為現時之名，即“長沙市第十一中學”。[4]
- 1954年，學校搬遷至現址長沙市城南中路。[5]
- 1985年，学校创办了第一个音乐班，在湖南省率先尝试综合办学，并逐步确立了“基础教育+特色教育”的办学模式，音乐、美术办学成绩誉满三湘。30多年来，培养了近5000名优秀的艺术类毕业生。据不完全统计，艺术生中超过500人攻读了硕士以上学位，有近200人在高校任教，大多数学生从事艺术创作或进入文艺团体工作。[2]

## 知名校友
- 胡耀邦：中国共产党和中华人民共和国的第二代主要领导人之一。
- 曾滌：中国人民解放军将领、中国人民解放军开国少将。
- 李達：数学家、航空航天专家。
- 皮名舉：歷史學家。
- 湯藻貞：數學家。

## 校徽释义
本标志主体采用长沙市第十一中学“11Z” 的艺术字造型，整体上既像一只展翅的大鹏，寓意学校将在基础教育的天地里展翅翱翔；又像一朵精致典雅的玫瑰，取“花美”之意契合学校“用美的教育点亮学生美的人生”的教育理念。
“z” 造型使用蓝色，蓝色寓意宁静和智慧，是十一中文化班的象征。“z”既是大鹏的主体，世是玫瑰的花辦，象征文化班是学校发展的基础。
“11”造型使用红色，红色寓意奔放和激情，分别是十一中音乐班、美术班的象征。“11〞既是大鹏展开的双翅，也是玫瑰的雌雄花蕊，象征十一中以艺术特色立校，定将引领学校飞腾，不断创造辉煌，锦上添花。

## 外部連結
- 官方网站